# Christian Füllmich
Christian Füllmich (* 5. Juli 1984 in Leipzig) ist ein deutscher Filmproduzent & Line Producer, der mit Torben Maas die Filmproduktionsgesellschaft Filmschaft Maas & Füllmich betreibt und als Head of Finance dem Team der Megaherz Film und Fernsehen angehört.

## Leben
Füllmich wuchs in Heidenheim an der Brenz auf. Nach seinem Abitur 2004 am dortigen Werkgymnasium zog er nach München und arbeitete bei verschiedenen Filmproduktionen an unterschiedlichen Projekten, u. a. der ZDF-Krimireihe Kommissarin Lucas und dem Polizeiruf 110.
Ab 2006 studierte Füllmich Medienmanagement mit Fachrichtung TV-/Filmproduktion an der Hochschule Macromedia, University of Applied Sciences (MHMK) in München. Im Anschluss arbeitete er 2009 für einige Zeit in Australien und sammelte in der dortigen Film- und Fernsehlandschaft weitere Erfahrungen. Zurück in Deutschland war er ab 2010 als freiberuflicher Producer und Produktionsleiter tätig.
2011 gründete er zusammen mit Torben Maas die Filmproduktionsfirma Filmschaft Maas & Füllmich, in der er seitdem als Produzent und Geschäftsführer fungiert. 2013 wurde Christian Füllmich im Rahmen des Bayerischen Filmpreises für das Filmdrama Nemez mit dem VGF-Nachwuchsproduzentenpreis ausgezeichnet. Auch der zweite Kinofilm Einmal bitte alles erhielt diesen Preis 2018. Als Line Producer betreute er verschiedene nationale und internationale Kino- und Streaming Produktionen u. a. 2022/2023 für Constantin Film die Bestsellerverfilmung Silber und das Buch der Träume, welche in Irland und London realisiert wurde. Seit 2023 gehört Christian Füllmich zudem als Head of Finance dem Team der Megaherz Film und Fernsehen an, wo er unter anderem die Auswertung der erfolgreichen Checker Reihe Checker Tobi und die Reise zu den fliegenden Flüssen betreut.
Christian Füllmich lebt in München.

## Filmografie (Auswahl)
- 2008: Der Nebendarsteller (Kurzfilm), Produzent
- 2010: Kaiserschmarrn (Kinofilm), Produktionsleitung
- 2010: Eisblumen (Kurzfilm), Produktionsleitung
- 2011: FREMD (Kurzfilm), Produzent
- 2011: Der Klassenfeind (Kurzfilm), Produzent
- 2012: Nemez (Kinofilm), Produzent
- 2013: LenaLove (Kinofilm), Produktionsleitung
- 2016: Pälzisch im Abgang (Fernsehserie), Line Producer
- 2017: Einmal bitte alles (Kinofilm), Produzent
- 2018: Voices from the Fire (Dokumentarfilm), Line Producer
- 2019: Da kommt noch was (Kinofilm), Line Producer
- 2020: Tides (Kinofilm), Line Producer (add. shooting)
- 2020: Generation Beziehungsunfähig (Kinofilm), Produktionsleitung
- 2021: Die Geschichte der Menschheit – leicht gekürzt (Kinofilm), Line Producer
- 2022: Silber und das Buch der Träume (Amazon Original Movie), Line Producer
- 2023: Checker Tobi und die Reise zu den fliegenden Flüssen, Head of Finance (int. Vertrieb)

## Auszeichnungen
- 2013: VGF-Nachwuchsproduzentenpreis für den Film Nemez
- 2018: VGF-Nachwuchsproduzentenpreis für den Film Einmal bitte alles